# Filippiada
Filippiada (griechisch Φιλιππιάδα (f. sg.); älter auch Filippias Φιλιππιάς, alternative Transkription Philippias; albanisch Filipjadha) ist eine griechische Kleinstadt und Sitz sowie ein Gemeindebezirk der Gemeinde Ziros im Süden der Region Epirus. Von 1918 bis 1948 war Filippiada unter dem Namen Nea Filippias eine selbständige Landgemeinde (kinotita), ab 1948 – nunmehr als Filippiada – Stadtgemeinde (dimos), die 1997 durch Eingemeindungen erheblich vergrößert wurde und schließlich 2010 mit drei weiteren Gemeinden in der neu geschaffenen Gemeinde Ziros aufging, wo sie seither einen Gemeindebezirk bildet.

## Geschichte
Die Region von Filippiada soll bereits im 8. und 7. Jahrhundert v. Chr. besiedelt gewesen sein. Vorläufer der heutigen Kleinstadt war dabei die antike Siedlung Charadra (Χαράδρα), deren Name auf das nördlich gelegene Tal (Charadra) des Louros-Flusses hinweist. Auf der Grenze zur Präfektur Arta im Osten des Gemeindegebietes finden sich die Überreste der antiken Siedlung Orraon. Im Ort Agios Georgios etwas nördlich von Filippiada stehen die eindrücklichen Brücken des römischen Aquädukts von Nikopolis.
Im ersten Balkankrieg 1912 hatte Filippiada eine hervorgehobenere Bedeutung. Die Kleinstadt war Ausgangspunkt der Offensive der griechischen Westfront in Richtung Ioannina gegen die Truppen des osmanischen Reichs. Griechische Truppen nahmen im Oktober 1912 von Arta aus angreifend Filippiada am 28. Oktober 1912 ein. Insbesondere das Gemeindegebiet Pende Pigadia war aufgrund seiner strategischen Lage am Südausgang des Lourous-Tals ein Ort mit schweren bewaffneten Auseinandersetzungen. Vom 7. bis 9. November 1912 gelang griechischen Truppen die Eroberung von Pende Pigadia.
1923 wurde die Ortschaft Nea Kerasounda von griechischen Flüchtlingen aus der Türkei nach der griechischen Niederlage im Griechisch-Türkischen Krieg von 1919 bis 1922 und dem 1923 im Vertrag von Lausanne festgelegten Bevölkerungsaustausch gegründet.
Während des Zweiten Weltkrieges und der Besatzungszeit Griechenlands durch die Achsenmächte von April 1941 bis Oktober 1944 gehörte Filippiada zunächst zur italienischen Besatzungszone. Mit dem Übertritt Italiens auf die Seite der Alliierten im September 1943 wurde Filippiada deutsche Besatzungszone bis zum Rückzug der deutschen Truppen im Oktober 1944.

## Gliederung
Filipiada setzte sich nach der griechischen Kommunalverwaltungsreform von 1997 aus folgenden Gemeindegebieten und Ortschaften zusammen:
- Stadtbezirk Filippiada – Δημοτική Κοινότητα Φιλιππιάδος – 4.619 Einwohner
- Ortsgemeinschaft Agios Georgios – Τοπική Κοινότητα Αγίου Γεωργίου (Άγιος Γεώργιος) – 601 Einwohner
- Ortsgemeinschaft Dryofyto – Τοπική Κοινότητα Δρυοφύτου (Δρυόφυτο) – 266 Einwohner
- Ortsgemeinschaft Gymnopotamos – Τοπική Κοινότητα Γυμνοτόπου (Γυμνότοπος) – 324 Einwohner
- Ortsgemeinschaft Kerasona – Τοπική Κοινότητα Κερασώνος – 283 Einwohner
  - Agia Faneromeni – Αγία Φανερωμένη – 10 Einwohner
  - Kerasona – Κερασώνα – 273 Einwohner
- Ortsgemeinschaft Klisoura – Τοπική Κοινότητα Κλεισούρας – 213 Einwohner
  - Klisoura – Κλεισούρα – 166 Einwohner
  - Pende Pigadia – Πέντε Πηγάδια – 47 Einwohner
- Ortsgemeinschaft Nea Kerasounda – Τοπική Κοινότητα Νέας Κερασούντος – 922 Einwohner
  - Iliovouni – Ηλιοβούνι – 95 Einwohner
  - Nea Kerasounda – Νέα Κερασούωτα – 827 Einwohner
- Ortsgemeinschaft Panagia – Τοπική Κοινότητα Παναγίας – 334 Einwohner
  - Gonia – Γωνία – 68 Einwohner
  - Panagia – Παναγία – 240 Einwohner
  - Voulista – Βούλιστα – 26 Einwohner
- Ortsgemeinschaft Petra – Τοπική Κοινότητα Πέτρας (Πέτρα) – 392 Einwohner
- Ortsgemeinschaft Romia – Τοπική Κοινότητα Ρωμιάς – 152 Einwohner
  - Pedopolis Zirou 127 Ζηρού – 25 Einwohner
  - Romia – Ρωμιά – 219 Einwohner

Die Bevölkerung der Kleinstadt Filippiada hat von 1981 nach 2001 leicht zugenommen. Entgegen diesem Trend verlor die Gemeinde Filippiada mit allen ihren Ortschaften von 1991 bis 2001 mehr als 10 % ihrer Bevölkerung.
| Bevölkerungsentwicklung der Gemeinde Filippiada von 1981 bis 2001 | Bevölkerungsentwicklung der Gemeinde Filippiada von 1981 bis 2001 | Bevölkerungsentwicklung der Gemeinde Filippiada von 1981 bis 2001 | Bevölkerungsentwicklung der Gemeinde Filippiada von 1981 bis 2001 | Bevölkerungsentwicklung der Gemeinde Filippiada von 1981 bis 2001 | Bevölkerungsentwicklung der Gemeinde Filippiada von 1981 bis 2001 | Bevölkerungsentwicklung der Gemeinde Filippiada von 1981 bis 2001 |
| Jahr                                                              | Einwohner Stadt                                                   | Änderung                                                          | Einwohner Gemeinde                                                | Änderung                                                          | % Gemeinde                                                        | % Präfektur                                                       |
| ----------------------------------------------------------------- | ----------------------------------------------------------------- | ----------------------------------------------------------------- | ----------------------------------------------------------------- | ----------------------------------------------------------------- | ----------------------------------------------------------------- | ----------------------------------------------------------------- |
| 1981                                                              | 3,333                                                             | -                                                                 | -                                                                 | -                                                                 | -                                                                 | -                                                                 |
| 1991                                                              | 4,040                                                             | +707 (+2,12 %)                                                    | 9,415                                                             | -                                                                 | -                                                                 | -                                                                 |
| 2001                                                              | 4,196                                                             | +156 (+1,39 %)                                                    | 8,429                                                             | −986 (−10,47 %)                                                   | 49,78 %                                                           | 14,2 %                                                            |

## Wirtschaft, Infrastruktur, Verkehr
Filippiada verfügt über eine Grundschule und eine weiterführende Schule als Bildungseinrichtungen.
Filipiada ist Kreuzungspunkt zweier wichtiger Nationalstraßen. Von Ioannina im Norden nach Arta im Süden führt die Nationalstraße 5 durch das Gebiet von Filipiada. Die Nationalstraße 21 zweigt südlich der Kleinstadt Filipiada von der Nationalstraße 5 ab und führt entlang der Nordküste des Ambrakischen Golfs nach Preveza und Nikopolis. Seit 2017 wird die Nationalstraße 5 durch die Autobahn 5 (Ionia Odos) ergänzt, welche von Ioannina über Arta, Amfilochia, Agrinio und Messolongi eine Verbindung nach Patras herstellt.
Einen Eisenbahnanschluss besitzt Filipiada nicht. Der nächste internationale Flughafen ist der Flughafen von Ioannina, der nächste nationale Flughafen ist der Flughafen von Preveza.

## Kultur, Sehenswürdigkeiten und Persönlichkeiten
Sehenswürdigkeiten im Gebiet von Filippiada sind:
- Ziros-See
- Agios Vissarios Kirche
- Bizanomachon-Denkmal